# Gonomyia (Gonomyia) poliocephala
Gonomyia (Gonomyia) poliocephala is een tweevleugelige uit de familie steltmuggen (Limoniidae). De soort komt voor in het Nearctisch gebied.